# Durbec d'Aràbia
El durbec d'Aràbia (Rhynchostruthus percivali) és una espècie d'ocell de la família dels fringíl·lids (Fringillidae) que habita el sud de la Península Aràbiga

## Descripció
- Fa una 14,5 cm de llargària, amb bec fort de color negre i potes de color carn.
- Mascle de color gris-marró amb bec negre. El cap és de color marró, amb màscara gris fosc i galtes blanques. Grans taques grogues a les ales i la cua.
- Femelles similars als mascles, encara que una mica més apagades.

## Hàbitat i distribució
Habita zones forestals i de matoll de les muntanyes de l'est i oest del Iemen, oest d'Oman i sud-oest de l'Aràbia Saudita.

## Taxonomia
No es reconeixen subespècies. Tradicionalment considerat una subespècie de Rhynchostruthus socotranus, actualment és reconegut com una espècie de ple dret.